# Rhadinella lachrymans
Rhadinella lachrymans är en ormart som beskrevs av Cope 1870. Rhadinella lachrymans ingår i släktet Rhadinella och familjen snokar. Inga underarter finns listade i Catalogue of Life.
Denna orm förekommer i sydvästra Mexiko och sydvästra Guatemala. Arten lever i bergstrakter mellan 1000 och 2600 meter över havet. Individerna vistas i molnskogar och i andra fuktiga skogar med ekar och tallar. De har ödlor och groddjur som föda. Honor lägger ägg.
För beståndet är inga hot kända. Hela populationen anses vara stabil. IUCN listar arten som livskraftig (LC).